# Benediktinerinnenabtei Eyres-Moncube
Die Benediktinerinnenabtei Eyres-Moncube (auch: Notre-Dame de Saint-Eustase) ist ein Kloster der Benediktinerinnen in Eyres-Moncube, Département Landes (Bistum Aire und Dax) in Frankreich.

## Geschichte

### Von Vergaville nach Flavigny-sur-Moselle
Nach der Auflösung des 966 gegründeten Nonnenklosters Saint-Eustase de Vergaville (östlich Château-Salins) durch die Französische Revolution gelang es der nach Wien geflohenen letzten Äbtissin, Marie Jeanne Guérin de la Marche (1756–1842), den Konvent 1802 wieder zu versammeln, zuerst in der Priorei Ménil in Lunéville, ab 1809 in Saint-Dié und schließlich 1824 in der Benediktinerpriorei Flavigny-sur-Moselle (südlich Nancy), von wo 1860 die 2017 aufgelöste Abtei Sacré-Coeur in Oriocourt (nordwestlich Château-Salins) gegründet wurde.

### Von Flavigny nach Roville-aux-Chênes
Als 1904 das Kloster Flavigny durch die Dritte Republik aufgelöst wurde, gingen die Nonnen ins Exil nach Cassine (Bistum Acqui) im Piemont, kehrten aber nach dem Ersten Weltkrieg nach Frankreich zurück und siedelten sich 1921 in Roville-aux-Chênes (nordöstlich Epinal) an.

### Von den Vogesen in die Landes
Durch Vermittlung der Lazaristen von Dax nahm Bischof Clément Mathieu (1930–1963) die Nonnen in seinem Bistum auf, wo sie ab 1935 im Schloss Saint-Pandelon (südlich Dax) und ab 1936 im Schloss von Poyanne residierten. Dort bekamen sie ab 1946 die Olivetaner von Maylis zu (15 km entfernten) Nachbarn, traten 1948 selbst der Olivetaner-Kongregation bei und wurden 1951 weiß eingekleidet.

### Seit 1985 in Eyres-Moncube
1985 wechselten sie (unter Bischof Robert Pierre Sarrabère) an den Ort Laféourère in Eyres-Moncube (bei Saint-Sever), wo ihnen der Architekt Jacques de Saint-Rapt (Erbauer auch der Benediktinerabtei Tournay) 1988 eine Kirche baute, die 1989 eingeweiht wurde. In ihr steht die Eustasius-Statue aus dem 14. Jahrhundert, welche die Schwestern auf ihrem langen Weg von Vergaville bis Eyres-Moncube immer bei sich hatten. Bis zur Benediktinerabtei Maylis sind es etwa 20 Kilometer. Derzeit wohnen im Kloster 13 Nonnen.